# Тополя (мультфільм)
«Тополя» — український ляльковий фільм 1996 року студії «Укранімафільм» за поемою Т. Г. Шевченка. Режисер - Валентина Костилєва, для мультфільму співала Наталія Гура.

## Сюжет
У мультфільмі розповідається про дівчину, яка дуже сумує за своїм чорнобривим хлопцем. Він кудись поїхав і не вернувся. Після двох років дівчина дуже сильно мучиться. Мати намагаються її оженити, бо не ж вік дівувати. Дівчина йде до ворожки, аби дізнатись свою долю і долю свого чорнобривого. Ворожка дає їй зілля, через яке вона дізнається, що чорнобривого немає на світі і перетворюється на високу тополю, яка росте аж до неба.

## Над фільмом працювали
| - Наталя Гузеєва (сценарист) - Валентина Костилєва (режисер) - Оксана Карпус, Дмитро Чурилов (художники-постановники) - Світлана Нові, Олександр Ніколаєнко (в титрах О. Николаєнко) (оператори) - Олег Ківа (у титрах О. Кива) (композитор) - Жан Таран, Елеонора Лисицька (мультиплікатори) - Анатолій Радченко, Вадим Гахун, В. Яковенко, І. Киреєв, Олег Педан (художники) - Сергій Мельниченко (асистент) - Лідія Мокроусова (монтажер) - Світлана Куценко (редактор) - В'ячеслав Кілінський (директор знімальної групи) - Наталія Гура (спів) |